# Gare de Challans
Gare de Challans vasútállomás Franciaországban, Challans településen.

## Vasútvonalak
Az állomást az alábbi vasútvonalak érintik:
- Nantes-État-La Roche-sur-Yon par Sainte-Pazanne-vasútvonal

## Kapcsolódó állomások
A vasútállomáshoz az alábbi állomások vannak a legközelebb:
- Gare de Machecoul
- Gare de Saint-Hilaire-de-Riez